# Indrasan
Der Indrasan ist ein Berg im Westhimalaya im indischen Bundesstaat Himachal Pradesh.
Der 6221 m hohe Indrasan ist der höchste Berg der Pir-Panjal-Bergkette. Der Berg liegt im äußersten Osten der Bergkette und befindet sich an der Grenze der Distrikte Lahaul und Spiti (im Norden) und Kullu (im Süden). Die Gletscher an seiner Ost- und Nordwestflanke strömen nach Norden zum Chanab. Die Westflanke wird zum Beas, die Südflanke zum Malana entwässert.
Der Indrasan wurde am 13. Oktober 1962 von Kojiro Tomita und Yasumasa Miyaki, Teilnehmer einer japanischen Expedition, über die Südwestflanke erstbestiegen. 2,37 km südsüdwestlich des Indrasan erhebt sich der 6001 m hohe Deo Tibba.